# Petru Ciarnău
Petru Ciarnău (* 5. srpna 1943) je bývalý rumunský zápasník, volnostylař.
V roce 1972 na olympijských hrách v Mnichově vybojoval v kategorii do 52 kg páté místo, v roce 1980 na hrách v Moskvě vypadl ve stejné kategorii ve druhém kole a obsadil tak dělené patnácté, tedy poslední místo. V roce 1971 vybojoval páté a v roce 1974 šesté místo na mistrovství světa. V roce 1969 a 1970 vybojoval bronz a v roce 1973 šesté místo na mistrovství Evropy.